# Аспрогеракас, Николаос
 Николаос Аспрогеракас  (греч.  Νικόλαος Ασπρογέρακας  Патры, 1879 — Афины, 1942) – греческий художник и иконописец конца 19-го - начала 20-го веков.

## Биография

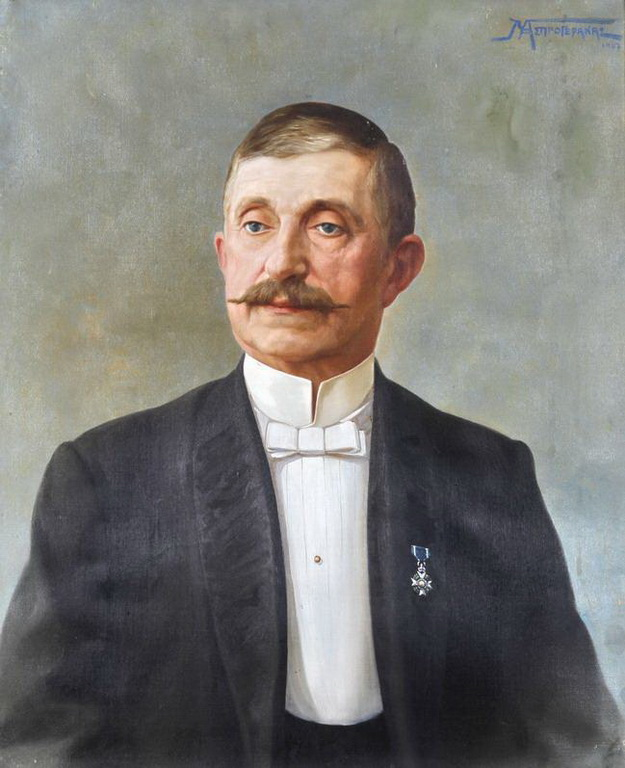
Портрет. (1907)

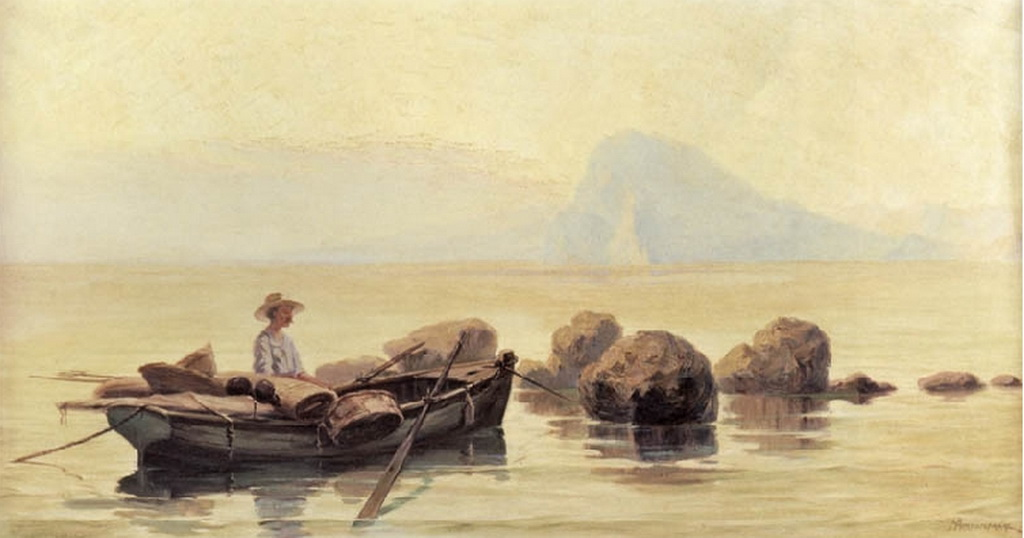
Рыбацкая лодка. (около 1915-1920)

Николаос Аспрοгеракас родился в 1879 году в городе Патры. 
В начале века учился живописи в Афинской школе изящных искусств. Продолжил учёбу в Париже. 
В 1912 году работал в городе Триполи на Пелопоннесе. 
С 1916 года и до конца своей жизни преподавал рисунок и живопись на архитектурном факультете Афинского политехнического университета. 
Организовал персональные выставки в 1916 и 1929 годах и принял участие во многих групповых выставках. 
Был среди учредителей Союза греческих художников. 
Принял участие в Венецианской Биеннале 1934 года.
Умер в Афинах в голодном 1942 году, во время тройной, германо-итало-болгарской, оккупации Греции. 
Аспрогеракас писал в основном портреты и пейзажи. В пейзажах Аспрогеракас использовал для передачи темы более цвет, нежели рисунок. Но в целом его работы не выходят за рамки академической живописи. 
Аспрогеракас написал также несколько икон и исполнил несколько церковных росписей. 
Искусствоведы отмечают, что он был одним из первых художников, попытавшихся вернуть византийские стандарты в росписях церквей. 
Работы художника хранятся и выставляются в Национальной галерее Греции, в Муниципальной галерее Ларисы, в Морском музее Греции и других коллекциях. 
Работы Аспрогеракаса выставляются также на международных аукционах произведений искусств.